# 芳村伊十郎
芳村 伊十郎（よしむら いじゅうろう）は、長唄の唄方の名跡。

## 初代
後の2代目芳村伊三郎。

## 2代目
後の3代目芳村伊三郎。

## 3代目
後の2代目吉住小三郎。

## 4代目
後の5代目芳村伊三郎。

## 5代目
後の6代目芳村伊三郎。

## 6代目
（安政5年12月17日（1859年1月20日） - 昭和10年（1935年）10月3日）本名は鵜沢徳蔵。
駿河国藤枝の生まれで5代目富士田千蔵の元で修行し富士田千平。8歳で2代目杵屋彌吉に入門。1873年、16歳で上京し5代目芳村伊十郎（後の6代目伊三郎）の弟子となり3代目芳村金五郎。1884年に5代目芳村伊四郎を襲名。1890年に歌舞伎座で立唄に昇進。1893年に6代目伊十郎を襲名。1922年に8代目芳村伊三郎を襲名。
墓所は多磨霊園。[1903年]春のアメリカコロムビア社の出張録音に吹き込んで以来、多数のSP盤をのこしている。

## 7代目
芳村伊十郎 (7代目)を参照。

## 8代目
（1944年2月5日 - ）本名は小田隆弘。
4代目杵屋栄蔵の娘婿。1965年に伊知郎、1970年に5代目金五郎、1979年に11代目伊三郎、1988年に7代目伊十郎を襲名。2022年、旭日双光章受章。